# San Francisco Ballet
San Francisco Ballet, kurz SFB, ist eine in San Francisco (Kalifornien) angesiedelte Ballettkompanie. Sie wurde 1933 als ein Teil des Opernballetts San Francisco gegründet. Zurzeit ist die Kompanie im War Memorial Opera House zu finden. Seit 1985 wird sie von Helgi Tomasson geleitet. Das SFB ist dafür bekannt, die erste professionelle Ballettkompanie der USA zu sein, und somit auch dafür, viele bekannte Stücke dort erstmals auf die Bühne gebracht zu haben.

## Geschichte

### 1938 bis 1950
Die erste, bedeutendere Inszenierung des SFB war Coppélia (1938) choreographiert von Willam Christensen. 1940 wurde Schwanensee der amerikanischen Bevölkerung zum ersten Mal vorgestellt. Die Tradition den Nussknacker aufzuführen begannen sie mit einer Premiere zu Weihnachten 1944. Dieses ebenfalls von Christensen choreographierte Stück ist bekannt als die erste vollständige Aufführung Tschaikowskis beliebtesten Stückes der USA.
1942 wurde das Opernballett geteilt; ein unabhängiges Ballett entstand parallel zur Kompanie der Oper. Die Balletthälfte wurde von William und Harold Christensen gekauft. Sie übernahmen auch die künstlerische Leitung sowie die Leitung der San Francisco Ballet School.

### 1951 bis 1985
1951 war der nächste nennenswerte Wechsel in der Leitung des San Francisco Ballet. Lew Christensen, der erste Solotänzer, wurde Kodirektor von William Christensen. Im darauf folgenden Jahr übernahm Lew die Leitung komplett und das SFB begann seinen Horizont zu erweitern, zu reisen und seinen Namen als eine der großen, amerikanischen Ballettkompanien zu festigen. Die ersten nationalen und internationalen Tourneen sorgten für einen hohen Bekanntheitsgrad. Schließlich wurde Weihnachten 1964 die von Lew für das SFB choreographierte Fassung des Nussknackers auf ABC-TV ausgestrahlt.
1972 brachte Lew seine Kompanie wieder näher zu ihrer ursprünglichen Heimat, dem War Memorial Opera House, indem er dieses als Stammtheater benannte.

### 1985 bis zur Gegenwart
Seit 1985 ist Helgi Tomasson der Künstlerische Leiter sowie Leiter der San Francisco Ballet School. Die überwiegende Anzahl seiner bisher mehr als 40 Ballette hat er für die Kompagnie des SFB geschaffen. 2014 hat er seinen Vertrag für weitere fünf Jahre verlängert.

## Uraufführungen
| Premiere          | Ballett             | Choreograf          | Solist                                  | Anmerkungen | Quelle            |
| ----------------- | ------------------- | ------------------- | --------------------------------------- | --- | ----------------- |
| 1938              | Coppélia            | William Christensen | William Christensen                     | Erste Aufführung überhaupt | [ 2 ]             |
| 1940              | Schwanensee         |                     | William Christensen                     | | [ 2 ] [ 5 ] [ 6 ] |
| 24. Dezember 1944 | Der Nussknacker     | William Christensen | William Christensen Gisella Caccialanza | Beginn der Tradition den Nussknacker zu Weihnachten aufzuführen. Für zehn Jahre war dies die einzige vollständige Aufführung in den USA | [ 2 ] [ 5 ]       |
| 1947              | Giselle             | Anton Dolin         | Jocelyn Vollmar                         | | [ 5 ]             |
| 1976              | Romeo und Julia     |                     |                                         | | [ 5 ]             |
| 1978              | La Fille mal gardée | Frederick Ashton    | Anita Paciotti                          | | [ 5 ] [ 7 ]       |
| 1981              | The Tempest         | Michael Smuin       |                                         | Nominiert für drei Emmy Awards | sfballet.org      |
| 30. April 2004    | Sylvia              | Mark Morris         | Yuan Yuan Tan, Juri Possochow           | | [ 2 ] [ 8 ]       |